# 위험한 청춘 (1966년 영화)
"위험한 청춘"은 1966년에 개봉한 대한민국의 영화이다.

## 배역
- 신성일
- 문희
- 문정숙
- 허장강
- 최지희
- 트위스트 김
- 이지영
- 최성
- 지방열
- 최일
- 권오상
- 이민철
- 황건
- 심훈세
- 이광식
- 윤식옥